# Überruhr
Überruhr ist ein südöstlicher Stadtteil der Stadt Essen. Er ist amtlich in die beiden Stadtteile Überruhr-Hinsel und Überruhr-Holthausen unterteilt. Überruhr liegt auf einer Halbinsel über der Ruhr und bestand ursprünglich aus Bauerschaften. Später wandelte sich das Bild in eine Zechenlandschaft des Steinkohlenbergbaus an der Ruhr. Nach deren Niedergang bildete sich bis heute überwiegend lockere Wohnbebauung mit entsprechender Infrastruktur auf der Halbinsel aus.

## Lage und Infrastruktur

### Lage
Überruhr liegt auf einer Halbinsel der Ruhr, die an dieser Stelle eine nach Südosten offene Flussschleife bildet. Es ist sowohl bei der Verwaltungsgliederung als auch topografisch in zwei Teile geteil: Hinsel im Norden, und Holthausen im Süden. Die Stadtteile werden durch ein Tal getrennt, in dem die Marie-Juchacz-Straße verläuft.
Hinsel liegt auf einem Hügel, der vom Niveau der umgebenden Ruhr aus (etwa 50 m ü. NHN) bis auf etwa 100 Meter ü. NHN ansteigt. Das Gelände von Holthausen steigt ebenfalls von der Ruhr und der Marie-Juchacz-Straße aus bis auf etwa 130 Meter ü. NHN an, um dann nach Südosten Richtung Burgaltendorf und Byfang abzufallen.
Überruhr grenzt im Westen an Heisingen und Rellinghausen, im Nordwesten an Bergerhausen, im Norden an Steele und im Osten an Horst, jeweils mit der Ruhr als Grenzfluss. Die Landgrenze bilden im Südosten Burgaltendorf und im Süden Byfang.

## Geschichte

### Namensherkunft
Der Name Überruhr stammt von der Lage des Stadtteiles oben auf einer Halbinsel über der Ruhr ab, wobei man auf unterschiedliche Weise auf den heutigen Namen schließen kann. Man bezeichnete diese Ruhrhöhen geographisch als Overruhr und Oberruhr. Da früher die beiden Ortsteile Holthausen und Hinsel zum damaligen Stift Rellinghausen auf der anderen Ruhrseite gehörten, und man mit einer Fähre die Ruhr überqueren musste, kam man also von Über der Ruhr.

### Frühgeschichte
Am Sonderfeld in Überruhr fand man die wohl ältesten Zeugnisse einer Besiedelung in diesem Gebiet, wobei es sich um die Teile früherer Eisenverarbeitung handelt. Gefunden wurden Reste sogenannter Rennöfen aus der jüngeren Eisenzeit im Zeitraum von etwa 800 v. Chr. bis Christi Geburt. Mitte der 1960er Jahre fand man bei der Erschließung des Wohngebietes Sonderfeld, westlich der Straße Lehmanns Brink, weitere Erkenntnisse über eine Besiedlung des heutigen Überruhr. Dabei handelte es sich um Überreste einer germanischen Siedlung der Brukterer aus dem 2. und 3. Jahrhundert n. Chr. Zu den Funden gehören auch Keramiken aus der römischen Rheinprovinz. So erhielt die Straße Bruktererhang 1966 ihren Namen. Diese Siedlung könnte identisch mit dem in der Geographike Hyphegesis des Klaudios Ptolemaios aufgeführten Navalia sein.
Hinsel, ehemalige Bauerschaft und einer der beiden Ortsteile von Überruhr, wurde urkundlich erstmals 1092 als Hintisle erwähnt. Eine Urkunde bezog sich auf den Hinseler Hof, dieser musste später dem Marktplatz und einem Einkaufszentrum weichen. Die Herkunft des Namens Hinsel ist unklar, vielleicht weist er auf eine Ansiedlung in einer Niederung mit stehendem Gewässer hin. Die Endung –sel bezeichnete nämlich im Altsächsischen eine Niederung oder ein stehendes Gewässer. Aus dem 18. Jahrhundert stammt der spätere Hof Springob, der zu dieser Zeit etwa 62 Morgen Land besaß. 1834 wurde J. A. Springob Eigentümer dieses Hofes. Man findet auch die Schreibweisen Springopshof, Springfeld und Springhoff, so dass 1961 die Straße Springhoffsfeld in Hinsel ihren Namen erhielt. Heute befindet sich in Hinsel ein großes Areal zur Trinkwassergewinnung.
Holthausen, die andere ehemalige Bauerschaft und Ortsteil von Überruhr, wurde urkundlich erstmals 1054 erwähnt. Der Name leitet sich von Ansiedlungen im holt ab und weist auf die Nutzung des Niederwaldes für Einschlag und Viehtrieb hin.

### Bergbau
Der Ruhrbergbau zieht 1673 mit der Zeche Mönkhoffsbank im Wichteltal am linken Ruhrufer nach Überruhr ein. Heute findet man dort Reste eines Bruchstein-Schachtgebäudes. Die ehemalige Schmiede ist umgebaut und als Wohngebäude noch vorhanden. Durch eine von Pferden angetriebene Eisenbahn war der Schacht später mit dem ab 1837–1838 angelegten Holteyer Hafen (einem Sicherheitshafen für die Ruhrschifffahrt) und der Zeche Vereinigte Charlotte verbunden. Zu den späteren Anlagen zählt die Zeche Heinrich.
Größere Ansiedlungen entstanden infolge des Zuzugs von Arbeitern für den entstandenen Bergbau etwa Ende des 17. Jahrhunderts. Weitere Bebauung kam um 1860 zur Zeche Vereinigte Gewalt, die in der Mitte des 19. Jahrhunderts die größte und tiefste Grube im Ruhrgebiet war. Dazu kam die Zeche Heinrich, deren Förderturm noch heute steht, und wo einst etwa 3000 Menschen arbeiteten. Nach kompletter Stilllegung 1968 endete der Bergbau in Überruhr.

### Zugehörigkeiten
Die beiden Bauerschaften Hinsel und Holthausen gehörten zum Damenstift Rellinghausen, wohin die Bewohner mit einer Fähre zur Kirche gehen mussten. So waren die meisten Überruhrer Bauern Lehnsabhängige des Stiftes. Nach der Säkularisation im Jahre 1803 wurden die Bauern frei und die Ortschaften wuchsen durch die Zuwanderung von Bergleuten. Seit 1816 gehörten Hinsel und Holthausen zur Bürgermeisterei Steele, seit 1856 Steele-Land. Seit 1875 bestand die Bürgermeisterei Steele-Land nur noch aus Hinsel und Holthausen, die die Gemeinde Überruhr bildeten, wurde aber in Personalunion mit der Bürgermeisterei Steele verwaltet. 1894 wurde Überruhr zur eigenen Bürgermeisterei erhoben, in der Theodor Heider bis 1903 erster Bürgermeister war.
Bürgermeister:
- 1894–1903: Theodor Heider (1837–1913)
- 1903–1924: Adolf von Auer (1855–1937)
- 1925–1934: Josef Hermanns (1879–1961)

Am 1. August 1929 erfolgte die Eingemeindung zur Stadt Essen gegen den Willen der Überuhrer Bevölkerung. Josef Hermanns blieb noch bis zum 31. März 1934 Leiter der Verwaltungsstelle Essen-Überruhr und ging dann in den Ruhestand. Zur Zeit der Eingemeindung lag die Einwohnerzahl von Überruhr bei etwa 5000 Personen, die überwiegend den Wunsch hatten, dass ihr Rathaus in der Provinzialstraße (seit 1933 Langenberger Straße) weiterhin für Behördengänge zur Verfügung bleibt. Denn die Fahrt mit der Straßenbahn nach Essen-Mitte dauerte über Steele 45 Minuten. Sonst gab es noch keine Ruhrbrücke, nur drei Fähren, die Fähre an der Zornigen Ameise, die Annenfähre und die Fähre an der Roten Mühle. Die zu dieser Zeit war der Charakter Überruhrs noch dörflich und vorhandene Straßen waren einfach und bei schlechter Witterung im Winter teils kaum befahrbar. Im alten Rathaus in der Langenberger Straße 449 wurde 1937 eine Dienststelle der NSDAP eingerichtet. 1951 erhielt Überruhr in diesem Rathaus eine eigene Meldestelle. Zudem hatte die Ortspolizei in dieser Zeit dort ihren Sitz. Heute ist es ein Wohngebäude.

### Wappen
Blasonierung:„In Grün ein silberner (weißer) gestürzter Wellensparren dazwischen in Rot ein silberner (weißer) Kreuzschargen oder Sonnenrad mit schwarzem Auge.“
Das Wappen wurde von Kurt Schweder entworfen und hatte nie offiziellen Charakter. Ende der 1980er Jahre schuf der Heraldiker für alle Essener Stadtteile Wappen. Sie sind inzwischen von der Essener Bevölkerung gut angenommen worden. Das Wappen ist ein sogenanntes „redendes Wappen“; in Urkunden des Stifts Rellinghausen wurden die Bauerschaften Hinsel und Holthausen schon früh als „Over Rore“ und „Overruhr“ genannt. Das Wappen deutet in Form des Wellensparrens darauf hin. Der Kreuzschargen ist ein heraldisches Sonnensymbol; ein glücksbringendes und unheilabwehrendes germanisches Zeichen als Hinweis auf die zahlreichen germanischen Bodenfunde.

## Verkehr
Im Öffentlichen Personennahverkehr ist Essen-Überruhr an die S9 von Haltern am See nach Wuppertal über Bottrop, Essen und Velbert-Langenberg angebunden. Sie hält in Überruhr an den S-Bahn-Haltepunkten Überruhr und Holthausen. Auf dieser Strecke verkehrte einst die historische Prinz-Wilhelm-Eisenbahn, die die Städte Essen im Norden und Wuppertal im Süden verband.
Die Buslinien SB15, 144, 166, 177, NE4 und NE6 der Ruhrbahn bedienen ebenfalls Teile des Stadtteils Überruhr.
| Linie | Verlauf | Takt (Mo–Fr)                                                        |
| ----- | --- | ------------------------------------------------------------------- |
| SB15  | Essen Hbf – Bergerhausen Huttropstr. – Annental – Lehmanns Brink – Überruhr-Holthausen – Burgaltendorf Burgruine | 10 min                                                              |
| 144   | Leithe Grimbergstraße – Kray Nord Bf – Kray Mitte – Kray Süd Bf – Steele – Überruhr-Hinsel – Lehmanns Brink – Annental – Rellinghausen – Stadtwaldplatz | 20 min (nur morgens und mittags)                                    |
| 166   | Essen-Dellwig Bf – Dellwig – Gerscheder Weiden – Bergeborbeck – Gewebepark M1 – Universität Essen – Berliner Platz – Bismarckplatz – Essen Hbf – Rathaus Essen – Frillendorfer Platz – Kray Eickenscheidt – Steele – Überruhr-Hinsel – Überruhr-Holthausen Klapperstr. – Burgaltendorf Burgruine – Hattingen-Niederwenigern | 20 min (Dellwig–Burgaltend.) 20/40 min (Burgaltend.–Niederwenigern) |
| 177   | Steele – Überruhr-Hinsel – Überruhr-Holthausen – Holthausen Bf – (Heisingen Rote Mühle →) Kupferdreh – Kupferdreh Marienbergstr. | 20 min                                                              |
| NE4   | Essen Hbf – Frillendorfer Platz – Steele – Überruhr-Hinsel Sonderfeld – Lehmanns Brink (NE6) – Burgaltendorf Burgruine | 60 min                                                              |
| NE6   | Essen Hbf – Essen Süd – Rellinghausen – Lehmanns Brink (NE4) – Holthausen Bf – Kupferdreh | 60 min                                                              |

## Schulen
Im Ortsteil Hinsel liegt an der Überruhrstraße die im Jahre 2002 eröffnete Realschule Überruhr, die damit die jüngste Schule auf dem Gebiet der Stadt Essen ist. Im Treibweg befindet sich die städtische Grundschule Hinseler Schule. Außerdem gibt es hier noch das etwa 1100 Schüler zählende Gymnasium Essen-Überruhr, das 1974 eröffnet wurde. Im Ortsteil Holthausen befinden sich im Dellmannsweg ein Abzweig der Realschule, die Johann-Peter-Hebel Schule als Städtische Grundschule an der Ecke Dellmannsweg/Klapperstraße und die katholische Suitbert-Schule im Hinseler Hof 125.
Hinter der Realschule Überruhr befand sich die katholische Grundschule Ludwig-Kessing-Schule. Die Schule nahm seit dem Schuljahr 2007/2008 keine Eingangsklasse mehr auf und lief aus; das Gebäude wurde danach von der Realschule Überruhr genutzt.

## Verschiedenes
In Überruhr befindet sich ein großer Teil der Wasseraufbereitungsanlagen der Stadtwerke Essen und der Gelsenwasser AG. Dort werden rund 50 Millionen Kubikmeter (5 · 107m³) Wasser jährlich gefördert.
1961, im Jahr nach dem Eucharistischen Weltkongress in München, erbaute man die Friedenskapelle der Heiligen Eucharistie an der Mönkhoffstraße. An jedem 1. Mai findet eine sternförmige Prozession von allen Gemeinden Überruhrs zur Friedenskapelle statt. Als modernster Kirchbau Essens gilt die Kirche St. Suitbert aus dem Jahre 1964. Diese moderne, im experimentellen Stahlbeton-Schalenbau errichtete Kirche entwarf der Düsseldorfer Architekt Josef Lehmbrock. Sie wurde 2019 in die Denkmalliste der Stadt Essen eingetragen.
Westlich und östlich von Überruhr befinden sich an der Ruhr ausgedehnte Wassergewinnungsanlagen der Stadt Essen.
Einen Weitblick übers Ruhrtal erlaubt der Ludwig-Kessing-Park, benannt nach dem Überruhrer Bergmann und Heimatdichter Ludwig Kessing (1869–1940).
Zu den Sportstätten zählen die Sporthalle an der Klapperstraße, die Sporthalle an der Langenberger Straße (zum Gymnasium gehörig) und die Bezirkssportanlage an der Überruhrstraße. Der ehemalige Fußball-Bundesligaspieler Markus Heppke (* 1986; Rot-Weiss Essen) spielte in der Jugend sieben Jahre lang beim Überruhrer Fußballverein Blau-Gelb Überruhr. Zu den aktuellen Nachwuchstalenten zählt Lorenz Höfes (2010), der als Leistungsträger in der Jugend von Blau-Gelb Überruhr gilt. In der Jugendabteilung des Handballvereins SG Überruhr spielte der Rapper Michael Galla.
Ein großer Sankt-Martins-Zug zieht traditionell jedes Jahr durch Überruhr.

## Bilder

Wappen von Überruhr
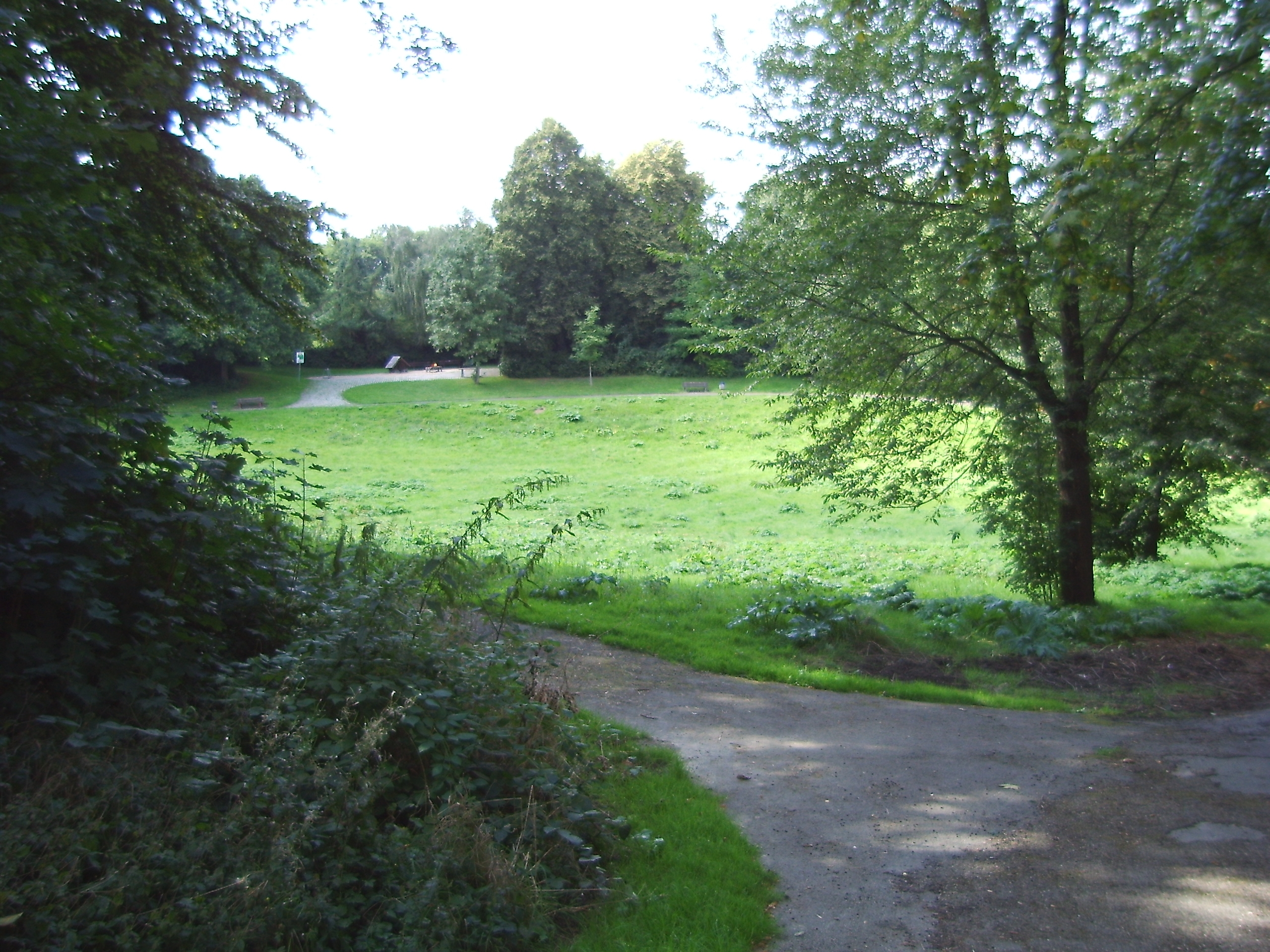
Ludwig-Kessing-Park
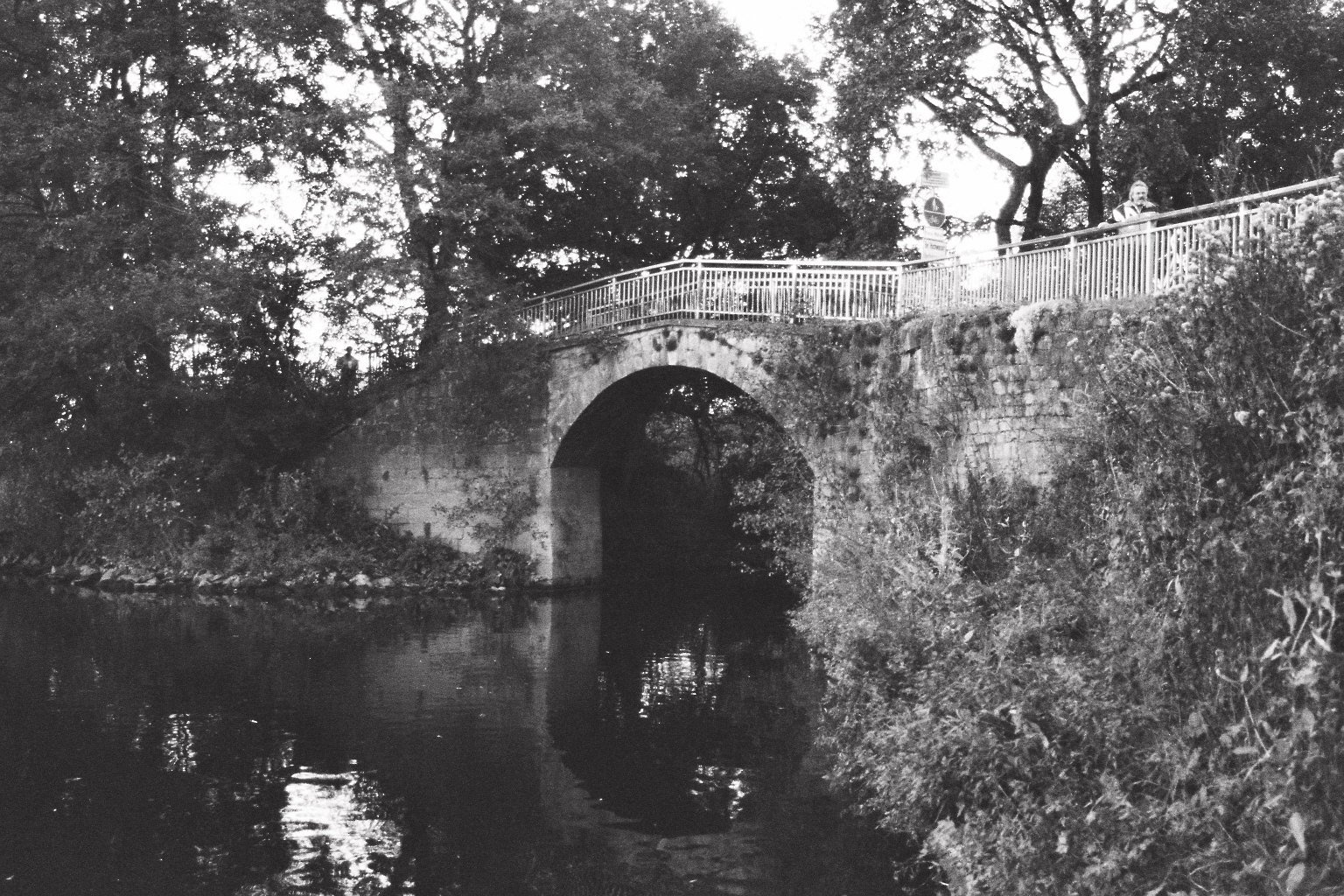
Einfahrt in den Holteyer Hafen
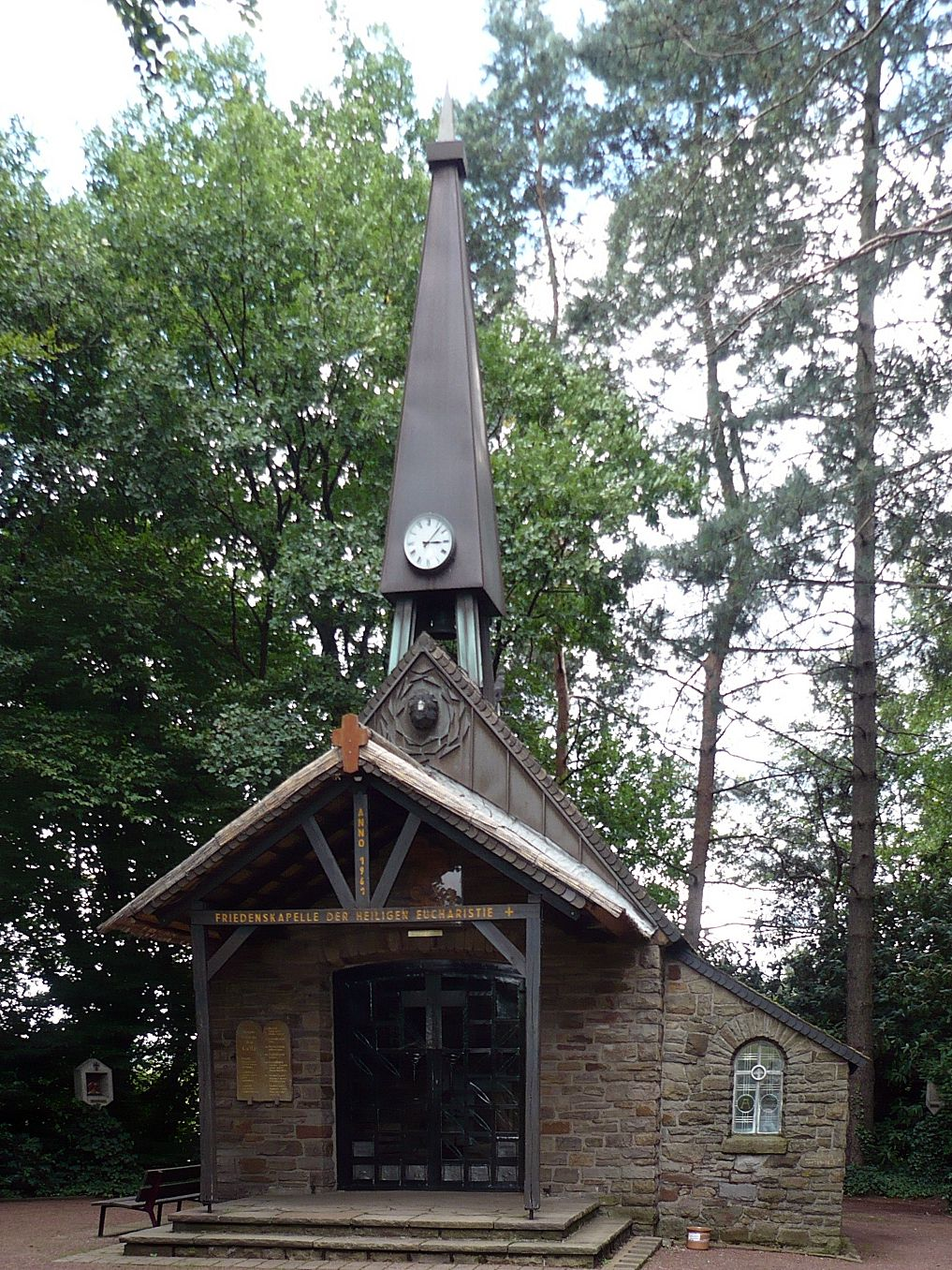
Friedenskapelle der Heiligen Eucharistie
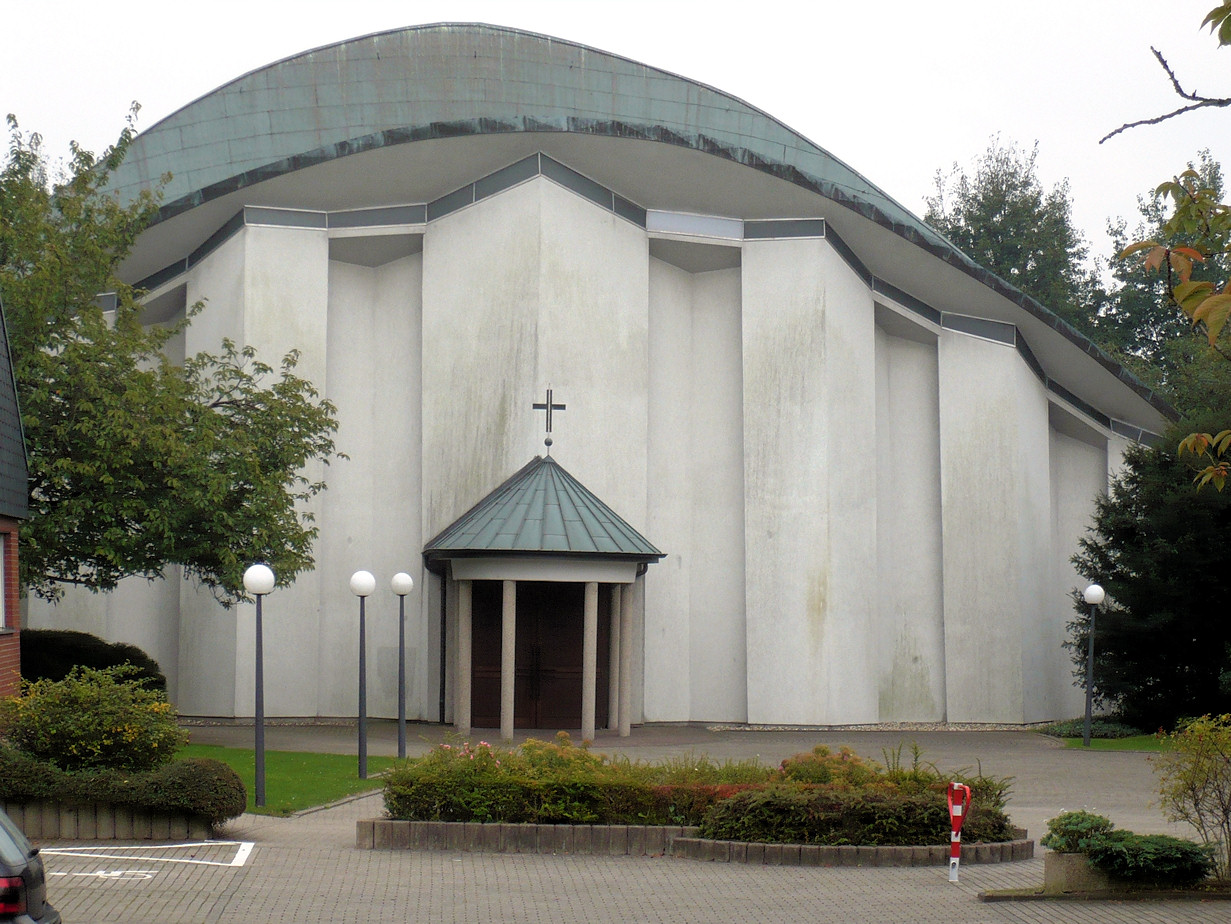
St. Suitbert
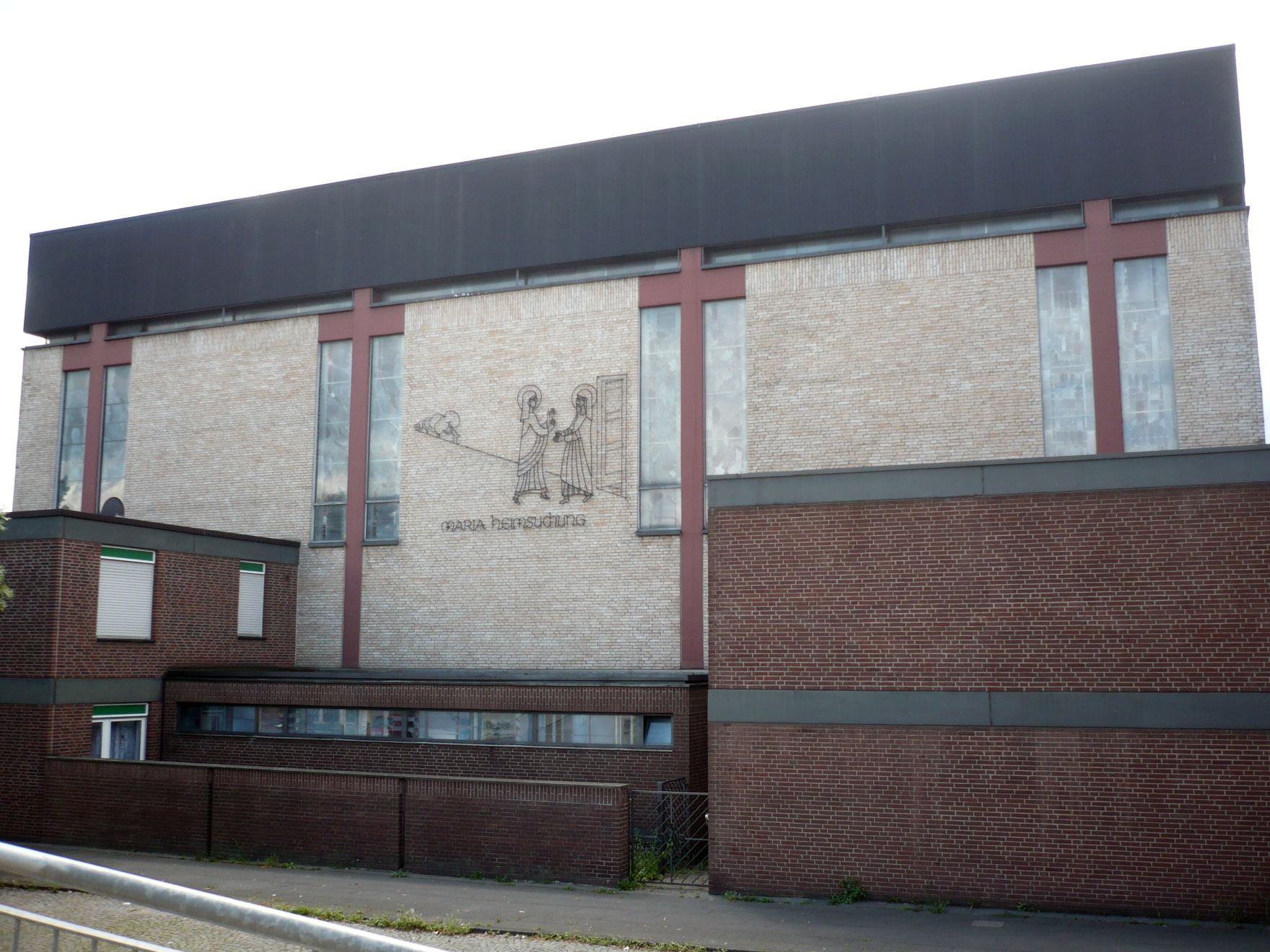
St. Mariä Heimsuchung
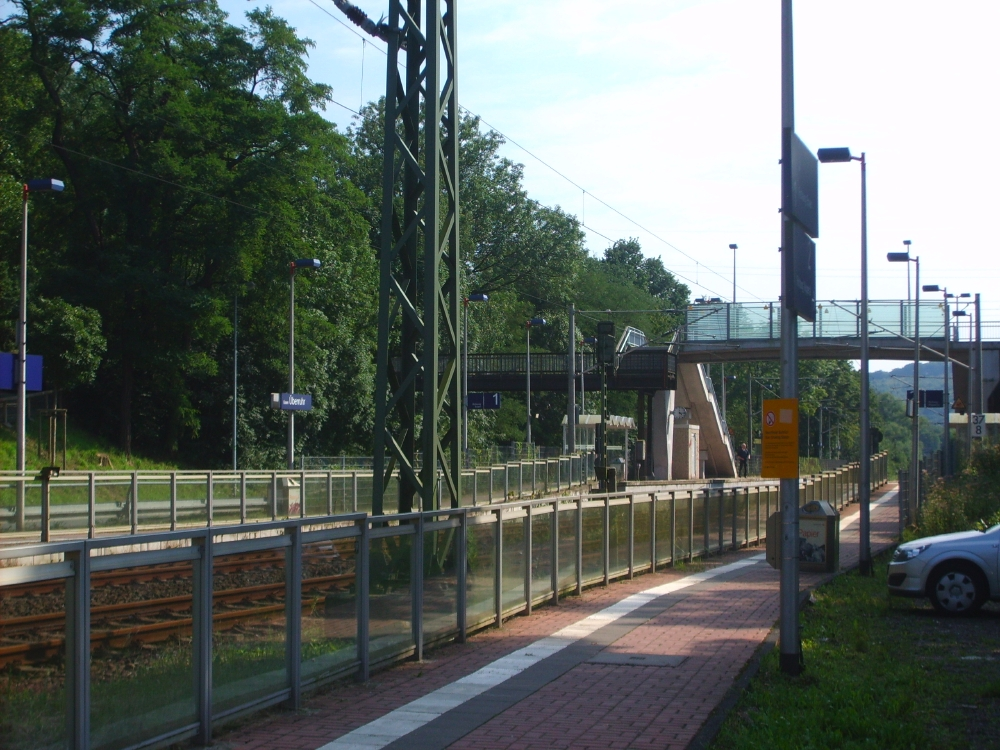
S-Bahn-Haltepunkt Essen-Überruhr
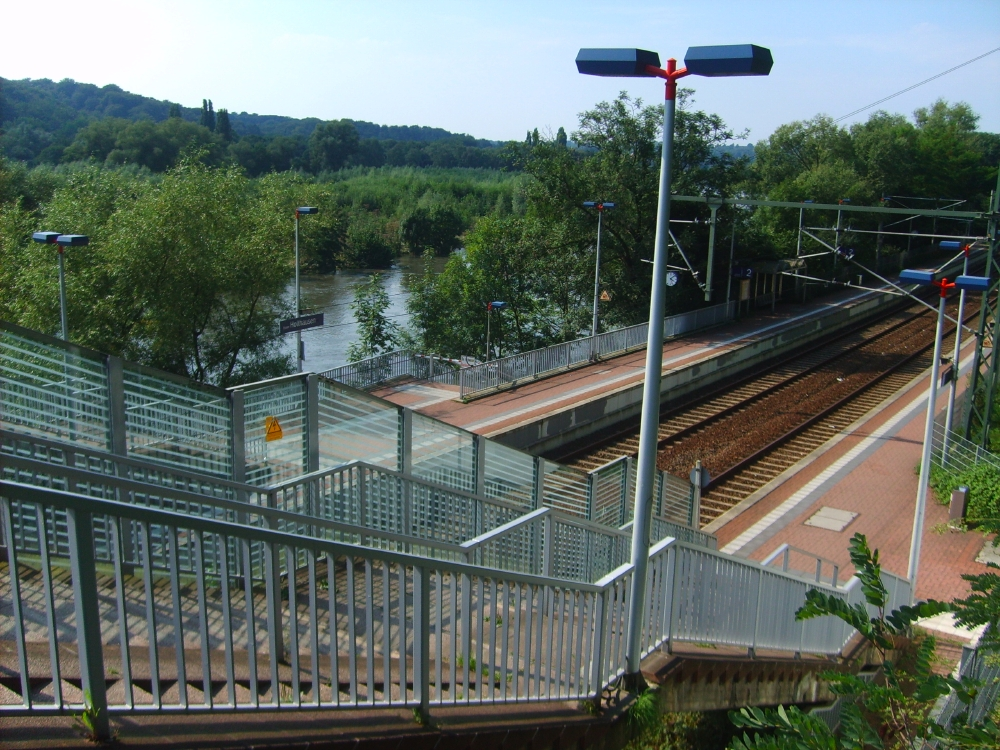
S-Bahn-Haltepunkt Holthausen
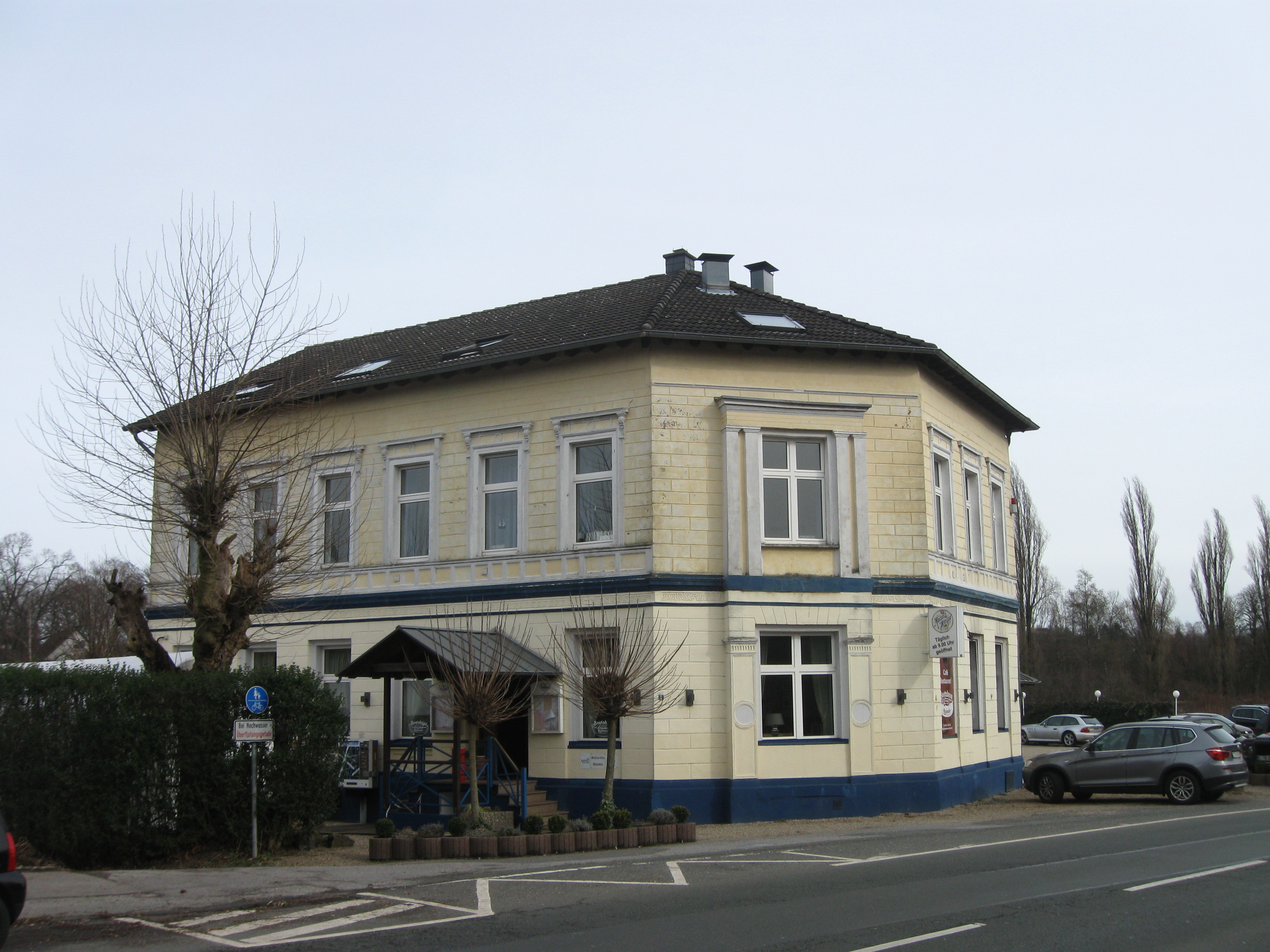
Bootshaus auf der Ruhrhalbinsel
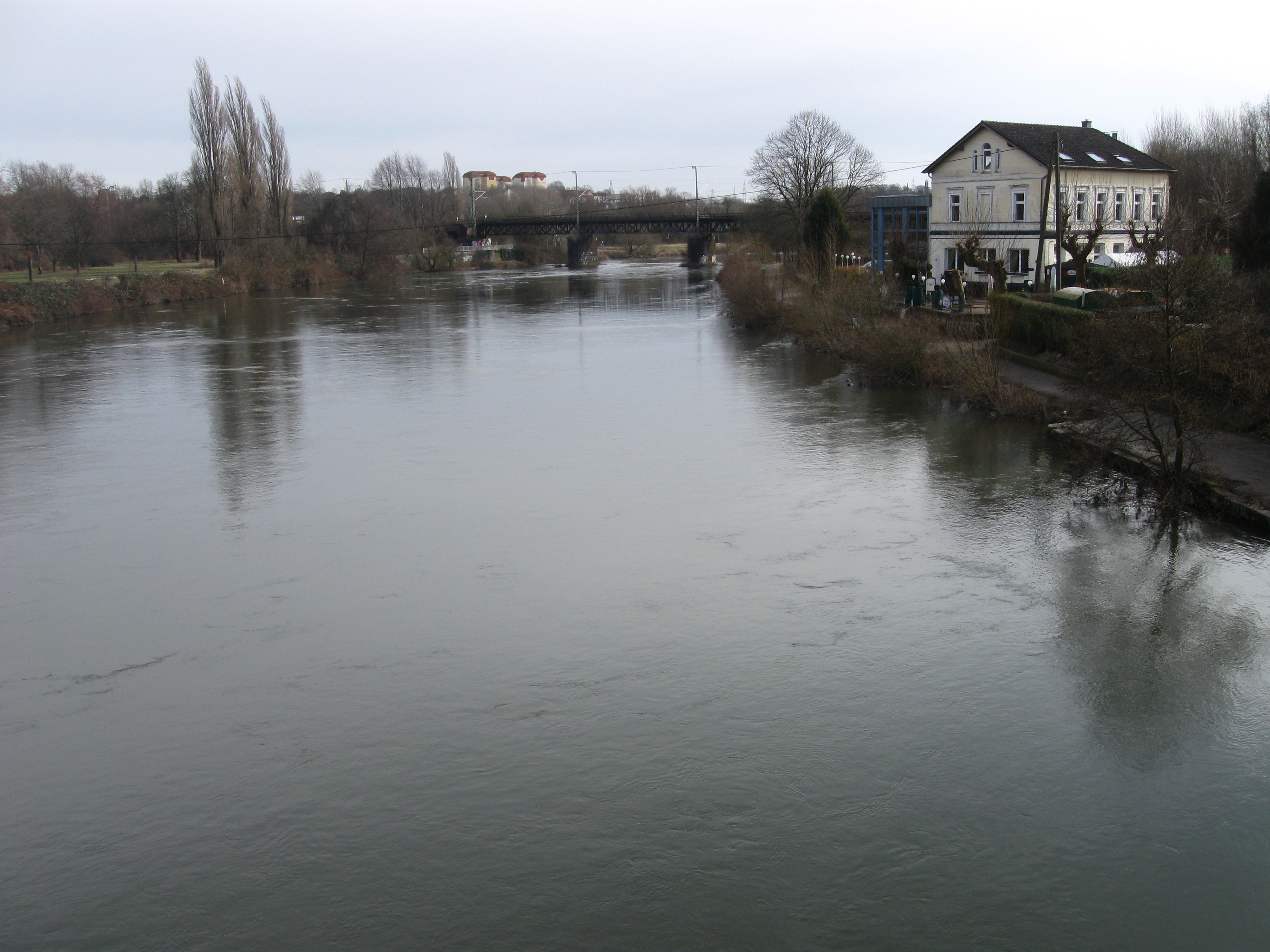
Ruhreck mit Blick auf die alte Ruhrbrücke Steele, rechts das Bootshaus

## Bevölkerungsstruktur
Am 31. März 2025 lebten 15.977 Einwohner in Überruhr. Davon lebten 7.781 Einwohner in Überruhr-Hinsel sowie 8.196 Einwohner in Überruhr-Holthausen.

### Hinsel
(Stand: 31. März 2025)
- Bevölkerungsanteil der unter 18-Jährigen: 14,2 % (Essener Durchschnitt: 16,9 %)[10]
- Bevölkerungsanteil der mindestens 65-Jährigen: 30,8 % (Essener Durchschnitt: 21,7 %)[11]
- Ausländeranteil: 6,8 % (Essener Durchschnitt: 20,6 %)[12]

### Holthausen
(Stand: 31. März 2025)
- Bevölkerungsanteil der unter 18-Jährigen: 15,6 % (Essener Durchschnitt: 16,9 %)[13]
- Bevölkerungsanteil der mindestens 65-Jährigen: 29,9 % (Essener Durchschnitt: 21,7 %)[14]
- Ausländeranteil: 11,9 % (Essener Durchschnitt: 20,6 %)[15]

## Persönlichkeiten
- Manfred Müller (* 1947), Fußballspieler
- Hans Wulf (* 1951), Fußballspieler
- Frank Mill (1958–2025), Fußballspieler
- Frank Klötgen (* 1968), Musiker, Dichter und Kabarettist (Münchner Lach- und Schießgesellschaft)
- Markus Heppke (* 1986), Fußballspieler
- Steve Tunga (* 1997), Fußballspieler

## Personen des NS-Regimes
- Heinrich Bischoff (1904–1964), SS-Unterscharführer und Blockführer im KZ Auschwitz